# プラムウォンサック・ポーサワン
プラムウォンサック・ポーサワン（Pramuansak Posuwan、1968年11月12日 - ）は、タイのプロボクサー、元ナックモエ。マハーサーラカーム県ボーラブー郡出身。本名でデビュー後、2002年頃よりPramuansak Kokiet Gym（ - ゴーキャットジム）、Pramuansak Ranger Gym（ - レンジャージム）とも。タイ式ボクシングのムエタイ出身。

## 来歴
アマチュア時代の1992年、バルセロナオリンピックにライトフライ級で出場し、2回戦で敗退した。1996年、アトランタオリンピックにフライ級で出場し、1回戦で敗退した。この間、1995年には東南アジア大会で金メダルを獲得し、1994年・1998年にはアジア大会で2連覇を果たした。その後、プロへ転向した。
2001年10月3日、33歳でプロデビュー。初回KO勝利を収めた。
2002年1月18日、WBOアジア太平洋スーパーフライ級王座を獲得し、17度防衛を重ねてWBOのランキングを上げた。
2005年10月29日、アメリカ・ツーソンで指名挑戦者としてWBO世界スーパーフライ級王者フェルナンド・モンティエルに挑戦するが判定で敗れた。しかしこの試合がタイで行われていたらプラムウォンサックの勝ちだったといわれる接戦であった。この敗戦によりWBOはアジア太平洋スーパーフライ級王座を剥奪した。
同年12月27日、剥奪された同王座を決定戦に勝利して奪還した。8度防衛してWBO1位となり、再びフェルナンド・モンティエルへの指名挑戦権を得た。しかしモンティエルは階級変更に伴う王座返上の準備を進めていたため、当初WBOは2009年2月7日に暫定王座決定戦を行うことを予定していた。しかし延期されるうちにモンティエルが王座を返上し、3月28日にWBO世界スーパーフライ級王座決定戦に出場することになった。
2009年3月28日、WBOラテンアメリカスーパーフライ級王者ホセ・ロペスとの王座決定戦で2度目の世界挑戦。この試合はロペスの地元プエルトリコで行われ、判定で敗れ王座獲得はならなかった。プラムウォンサックは世界戦以外は全てタイ国内で行っている。

## 戦績
プロボクシング：49戦45勝（24KO）3敗1分
| 戦           | 日付           | 勝敗 | 時間    | 内容     | 対戦相手                             | 国籍             | 備考                                      |
| ------------ | -------------- | ---- | ------- | -------- | ------------------------------------ | ---------------- | ----------------------------------------- |
| 1            | 2001年10月3日  | 勝利 | 1R      | KO       | マーナーハーン・パーサーリプー       | インドネシア     | 国際式デビュー                            |
| 2            | 2001年12月21日 | 勝利 | 6R      | 判定     | エディ・パーマスギー                 | インドネシア     |                                           |
| 3            | 2002年1月18日  | 勝利 | 8R      | KO       | ヂューリアス・オークコープラー       | フィリピン       | WBOアジア太平洋スーパーフライ級王座決定戦 |
| 4            | 2002年5月10日  | 勝利 | 1R      | 判定     | ジュン・マークシーポック             | フィリピン       |                                           |
| 5            | 2002年8月7日   | 勝利 | 1R      | TKO      | エーントー・カーレース               | インドネシア     | WBOアジア太平洋防衛1                      |
| 6            | 2002年8月30日  | 勝利 | 8R      | TKO      | ファラソーナー・フィデール           | インドネシア     | WBOアジア太平洋防衛2                      |
| 7            | 2002年10月3日  | 勝利 | 12R     | 判定     | ジュリオ・デラハセズ                 | インドネシア     | WBOアジア太平洋防衛3                      |
| 8            | 2002年12月25日 | 勝利 | 12R     | 判定     | ピエット・エーヌカーテー             | 南アフリカ共和国 | WBOアジア太平洋防衛4                      |
| 9            | 2003年2月21日  | 勝利 | 2R 0:00 | KO       | エームリンディー・エームカーリービー | 南アフリカ共和国 | WBOアジア太平洋防衛5                      |
| 10           | 2003年3月28日  | 勝利 | 6R 0:00 | TKO      | アルベルト・セーサー                 | フィリピン       | WBOアジア太平洋防衛6                      |
| 11           | 2003年5月2日   | 勝利 | 4R      | KO       | カーマーニー・ポーホーホ             | 南アフリカ共和国 |                                           |
| 12           | 2003年6月5日   | 勝利 | 6R      | 判定     | マールシー・ボーンコー               | 南アフリカ共和国 |                                           |
| 13           | 2003年8月1日   | 勝利 | 6R      | 判定     | ヨーングギー・アーフリーサク         | インドネシア     |                                           |
| 14           | 2003年9月4日   | 勝利 | 1R      | TKO      | カンディエック・サイラオ             | カザフスタン     |                                           |
| 15           | 2003年10月3日  | 勝利 | 8R      | KO       | ローセーリトー・カムパーナー         | フィリピン       | WBOアジア太平洋防衛7                      |
| 16           | 2003年11月28日 | 勝利 | 6R      | 判定     | ダニロ・ペナ                         | フィリピン       |                                           |
| 17           | 2004年1月14日  | 勝利 | 1R 2:14 | TKO      | バキトズハーン・サールフカラブ       | タイ             | WBOアジア太平洋防衛8                      |
| 18           | 2004年2月27日  | 勝利 | 2R      | TKO      | エドウィン・カスタドール             | フィリピン       |                                           |
| 19           | 2004年3月25日  | 勝利 | 4R      | TKO      | ジュン・メクシボック                 | フィリピン       |                                           |
| 20           | 2004年5月7日   | 勝利 | 6R      | 判定3-0  | マーク・サレス                       | フィリピン       |                                           |
| 21           | 2004年7月23日  | 勝利 | 1R 1:50 | KO       | スーグール・ヂャーマースーディー     | タンザニア       | WBOアジア太平洋防衛9                      |
| 22           | 2004年8月26日  | 勝利 | 4R      | KO       | ジャメス・ワーネネ                   | ケニア           | WBOアジア太平洋防衛10                     |
| 23           | 2004年9月20日  | 勝利 | 12R     | 判定3-0  | アラン・ラマダー                     | フィリピン       | WBOアジア太平洋防衛11                     |
| 24           | 2004年10月28日 | 勝利 | 12R     | 判定3-0  | チャーウィン・パーロー               | フィリピン       | WBOアジア太平洋防衛12                     |
| 25           | 2004年12月27日 | 勝利 | 12R     | 判定3-0  | イシドロ・ロロナ                     | フィリピン       | WBOアジア太平洋防衛13                     |
| 26           | 2005年2月28日  | 勝利 | 12R     | TKO      | ローリー・メンダーヒノック           | フィリピン       | WBOアジア太平洋防衛14                     |
| 27           | 2005年4月11日  | 引分 | 3R      | 負傷判定 | ロジャリオ・カムバナー               | フィリピン       |                                           |
| 28           | 2005年6月3日   | 勝利 | 12R     | 判定3-0  | マーク・サレス                       | フィリピン       | WBOアジア太平洋防衛15                     |
| 29           | 2005年7月8日   | 勝利 | 7R      | TKO      | フェダリゴ・カトゥーバイ             | タイ             | WBOアジア太平洋防衛16                     |
| 30           | 2005年9月2日   | 勝利 | 2R 1:46 | KO       | ジュン・パーダー                     | フィリピン       | WBOアジア太平洋防衛17                     |
| 31           | 2005年10月29日 | 敗北 | 12R     | 判定0-3  | フェルナンド・モンティエル           | メキシコ         | WBO世界スーパーフライ級タイトルマッチ     |
| 32           | 2005年12月27日 | 勝利 | 12R     | 判定3-0  | アンソニー・マティアス               | タンザニア       | WBOアジア太平洋スーパーフライ級王座決定戦 |
| 33           | 2006年2月28日  | 勝利 | 2R      | TKO      | ルイー・バーンティーエ               | フィリピン       | WBOアジア太平洋防衛1                      |
| 34           | 2006年4月25日  | 勝利 | 12R     | 判定3-0  | エームブワナ・マチュームーラー       | タンザニア       | WBOアジア太平洋防衛2                      |
| 35           | 2006年8月16日  | 勝利 | 6R      | 判定     | シャーウィン・パロ                   | フィリピン       |                                           |
| 36           | 2006年12月15日 | 勝利 | 3R      | TKO      | エドモント・デビールレース           | フィリピン       |                                           |
| 37           | 2007年1月31日  | 勝利 | 9R      | 負傷判定 | ライアン・エームアリテック           | フィリピン       | WBOアジア太平洋防衛3                      |
| 38           | 2007年3月29日  | 勝利 | 2R      | KO       | ダウディ・エームーウーハンギー       | タンザニア       |                                           |
| 39           | 2007年5月11日  | 勝利 | 7R      | TKO      | ジェミー・ゴーベル                   | インドネシア     | WBOアジア太平洋防衛4                      |
| 40           | 2007年7月24日  | 勝利 | 2R 2:11 | KO       | 偉郅峰                               | 中国             |                                           |
| 41           | 2007年9月3日   | 勝利 | 12R     | 判定3-0  | エーヌーオウリディー・マーナカーネ   | タイ             | WBOアジア太平洋防衛5                      |
| 42           | 2007年10月23日 | 勝利 | 6R      | 判定3-0  | ドーンドーン・ジーメーニーア         | タイ             |                                           |
| 43           | 2007年12月25日 | 勝利 | 12R     | 判定2-1  | エリック・バルセロナ                 | タイ             | WBOアジア太平洋防衛6                      |
| 44           | 2008年3月20日  | 勝利 | 6R      | 判定3-0  | ヘンドリー・バーオングサイ           | インドネシア     |                                           |
| 45           | 2008年6月27日  | 勝利 | 8R      | TKO      | ハビエル・マルラン                   | フィリピン       | WBOアジア太平洋防衛7                      |
| 46           | 2008年9月5日   | 勝利 | 3R      | KO       | リチャード・オークアガット           | フィリピン       |                                           |
| 47           | 2008年11月26日 | 勝利 | 12R     | 判定     | ロイ・ドリグエス                     | フィリピン       | WBOアジア太平洋防衛8                      |
| 48           | 2009年3月28日  | 敗北 | 12R     | 判定0-3  | ホセ・ロペス                         | プエルトリコ     | WBO世界スーパーフライ級王座決定戦         |
| 49           | 2009年7月31日  | 敗北 | 8R      | 判定1-2  | フェデリコ・カツバイ                 | フィリピン       |                                           |
| テンプレート |                |      |         |          |                                      |                  |                                           |

## 獲得タイトル
アマチュア
- 第12回アジア大会ライトフライ級優勝
- 第18回東南アジア大会ライトフライ級優勝
- 第13回アジア大会フライ級優勝

- WBOアジア太平洋スーパーフライ級王座（防衛17）
- WBOアジア太平洋スーパーフライ級王座（2期目:防衛8）